# Alfred Redl
Alfred Redl ps. „Opernball-13” (ur. 14 marca 1864 we Lwowie, zm. 25 maja 1913 w Wiedniu) – pułkownik Sztabu Generalnego armii Austro-Węgier. Jeden z największych szpiegów przed I wojną światową. W trakcie swej pracy znacznie rozwinął mechanizm wyłapywania agentów obcego wywiadu m.in. przez wprowadzenie nowoczesnych technologii. Sam jednak szpiegował dla Rosji.

## Życiorys

### Dzieciństwo i młodość
Pochodził z rodziny austriackiej osiedlonej we Lwowie ok. 1862. Ojciec Franciszek także służył w wojsku, dochodząc do stopnia kapitana, po wystąpieniu z armii rozpoczął pracę jako urzędnik kolejowy we Lwowie i był naczelnikiem tamtejszego dworca.

### Kariera

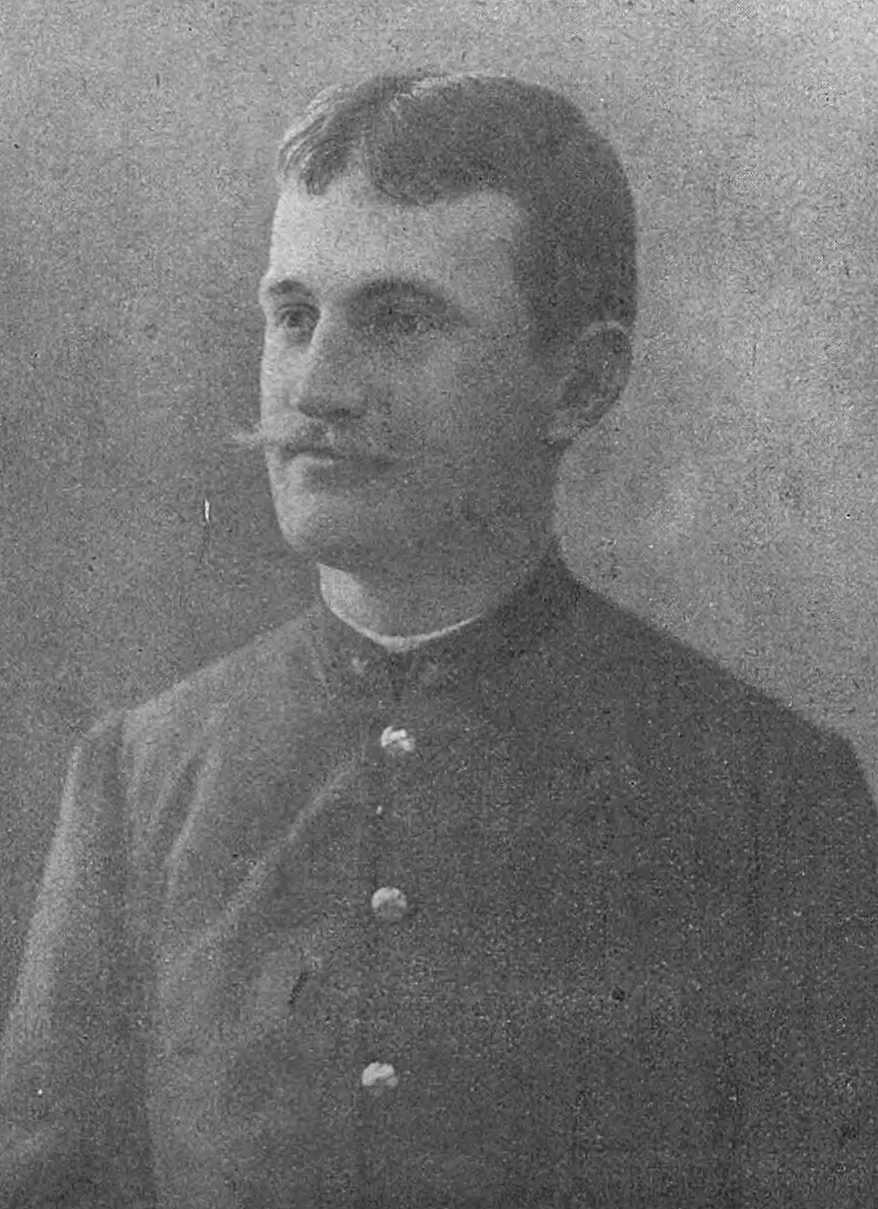
Redl jako porucznik 58 pułku piechoty

Po ukończeniu trzech klas Wyższej Szkoły Realnej we Lwowie, w wieku 15 lat wstąpił do szkoły kadetów w Brnie. 1 września 1883 został mianowany na stopień kadeta i wcielony do Galicyjskiego Pułku Piechoty Nr 9, który wówczas stacjonował we Lwowie. 1 maja 1887 mianowany podporucznikiem, a 1 listopada 1890 porucznikiem. Służył w szeregach 58 pułku piechoty ze Stanisławowa, stacjonującego we Lwowie. W latach 1892–1894 był słuchaczem Szkoły Wojennej w Wiedniu. Po ukończeniu szkoły otrzymał tytuł „oficer przydzielony do Sztabu Generalnego” i skierowano go do Sztabu Generalnego w Wiedniu. W następnym roku został przydzielony do 61 Brygady Piechoty w Budapeszcie na stanowisko oficera sztabu. Będąc słuchaczem Szkoły Wojennej, a następnie pełniąc służbę sztabową pozostawał oficerem nadetatowym Galicyjskiego Pułku Piechoty Nr 9. 1 maja 1897 został mianowany na stopień kapitana. W tym samym roku został przeniesiony do Galicyjskiego Pułku Piechoty Nr 30 we Lwowie. W 1899 otrzymał tytuł „oficera Sztabu Generalnego” i został przydzielony do prac specjalnych (niem. in besonderer verwendung). W następnym roku został przydzielony do Biura Ewidencyjnego Sztabu Generalnego w Wiedniu. Redl szybko uzyskał uznanie jako specjalista w pracy kontrwywiadowczej. 1 listopada 1905 został mianowany majorem. W tym samym roku objął stanowisko szefa sztabu 13 Dywizji Piechoty Obrony Krajowej w Wiedniu. W 1907 wrócił do służby w Biurze Ewidencyjnym. 1 maja 1909 został mianowany podpułkownikiem. W 1911 został przeniesiony do Morawskiego Pułku Piechoty Nr 99 w Wiedniu na stanowisko komendanta 4. batalionu. 6 sierpnia 1912 został mianowany na stopień pułkownika, a w październiku tego roku przydzielony do komendy Komendy 8 Korpusu w Pradze na stanowisko szefa sztabu.

### Innowacje w pracy
Wprowadził szereg udoskonaleń i innowacji technicznych w swym służbowym gabinecie w Wiedniu. Osoby przebywające w jego biurze były potajemnie fotografowane aparatem ukrytym w obrazie, znajdującym się na wprost siedzącej osoby. Gości częstował papierosami posypanymi proszkiem daktyloskopijnym, podobnie jak biurowa zapalniczka, popielniczki i pudełko zapałek. W ten sposób dyskretnie uzyskiwał odciski palców. Często też celowo zostawiał na biurku tajne dokumenty posypane proszkiem, a gość pozostawiony sam w gabinecie był obserwowany z innych pomieszczeń.

### Działalność szpiegowska
Informacje o nim zbierał rosyjski szpieg porucznik Kramer, pracujący dla rosyjskiego wywiadu warszawskiego okręgu wojskowego. Odkrył on, iż Redl był osobą homoseksualną, zdobywając i dostarczając Batiuszynowi zdjęcia przedstawiające go w intymnych ujęciach z innym mężczyzną. W tamtych czasach kontakty homoseksualne były karalne i samo ujawnienie orientacji homoseksualnej byłoby fatalne w skutkach dla wojskowej kariery. W sztabie wywiadu rosyjskiego, znajdującego się w Warszawie, postanowiono szantażem zmusić Redla do podjęcia współpracy. Wkrótce dwóch agentów rosyjskich, grożąc przekazaniem zdobytych zdjęć przełożonym Redla, zmusiło go do rozpoczęcia pracy dla wywiadu rosyjskiego. Dodatkowo zaoferowano mu znaczne wynagrodzenie. Otrzymał on pseudonim Opernball-13. Pierwszym zadaniem nowo pozyskanego agenta było zdobycie planów dwóch wschodnich fortów Twierdzy Przemyśl – fortu nr I "Salis Soglio" w Siedliskach oraz fortu XIV w Hurku.
W latach 1903–1913 Redl przekazał Rosjanom wiele ściśle tajnych informacji. Tuż przed I wojną światową dostarczył rosyjskiemu wywiadowi Plan III – pełny plan austriackiej inwazji na Serbię. Plany te Rosjanie przekazali Serbom, w wyniku czego byli oni dobrze przygotowani na austriacki atak. Pod koniec 1909 roku Opernball-13 otrzymał bezpośrednio od pułkownika Nikołaja Batiuszyna – kierownika carskiego wywiadu warszawskiego okręgu wojskowego rozkaz dostarczenia pełnego planu dyslokacji wojsk austro-węgierskich (znajdującego się w sejfach Sztabu Generalnego w Wiedniu) oraz kopii planów całej twierdzy przemyskiej. Plan dyslokacji wojsk został dostarczony do rosyjskiego sztabu w ciągu 3 miesięcy, a 5 miesięcy później Redl, przy współpracy z innymi agentami, skopiował i dostarczył komplet planów fortyfikacji przemyskich. Redl dostarczał również austriackiej armii specjalnie sfałszowane informacje dotyczące liczebności armii rosyjskiej. Alfred Redl został nazwany jednym z największych zdrajców w historii, gdyż jego działania przyczyniły się do śmierci blisko pół miliona współobywateli.
Redl prawdopodobnie dostarczał Rosjanom wiele innych informacji dotyczących austriackich planów wojskowych, fortyfikacji oraz austriackich agentów pracujących na terenie Rosji.

### Zdemaskowanie

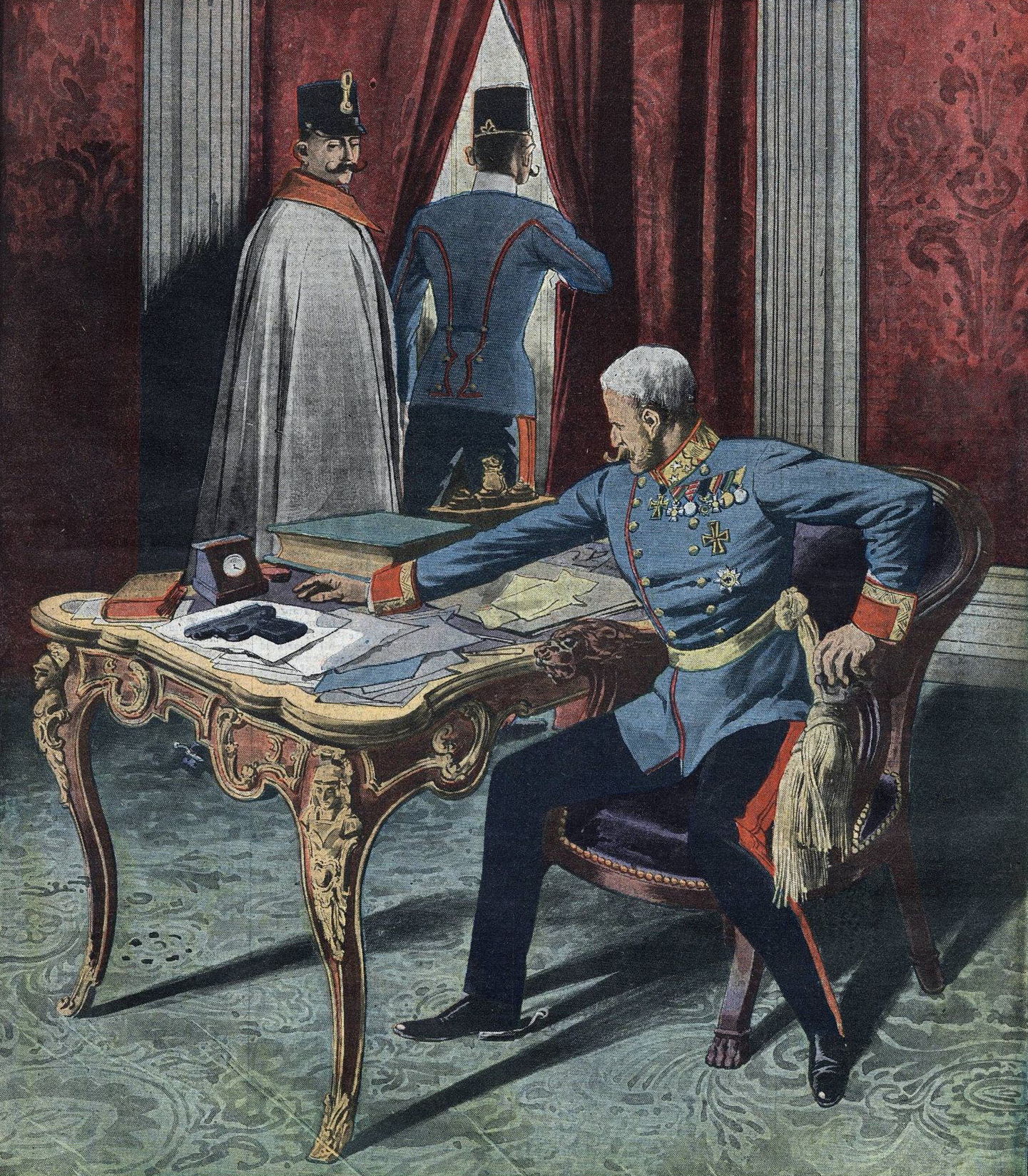
Scena pozostawienia Redla w pokoju z bronią na stole, wydrukowana w paryskim dzienniku „Le Petit Journal”

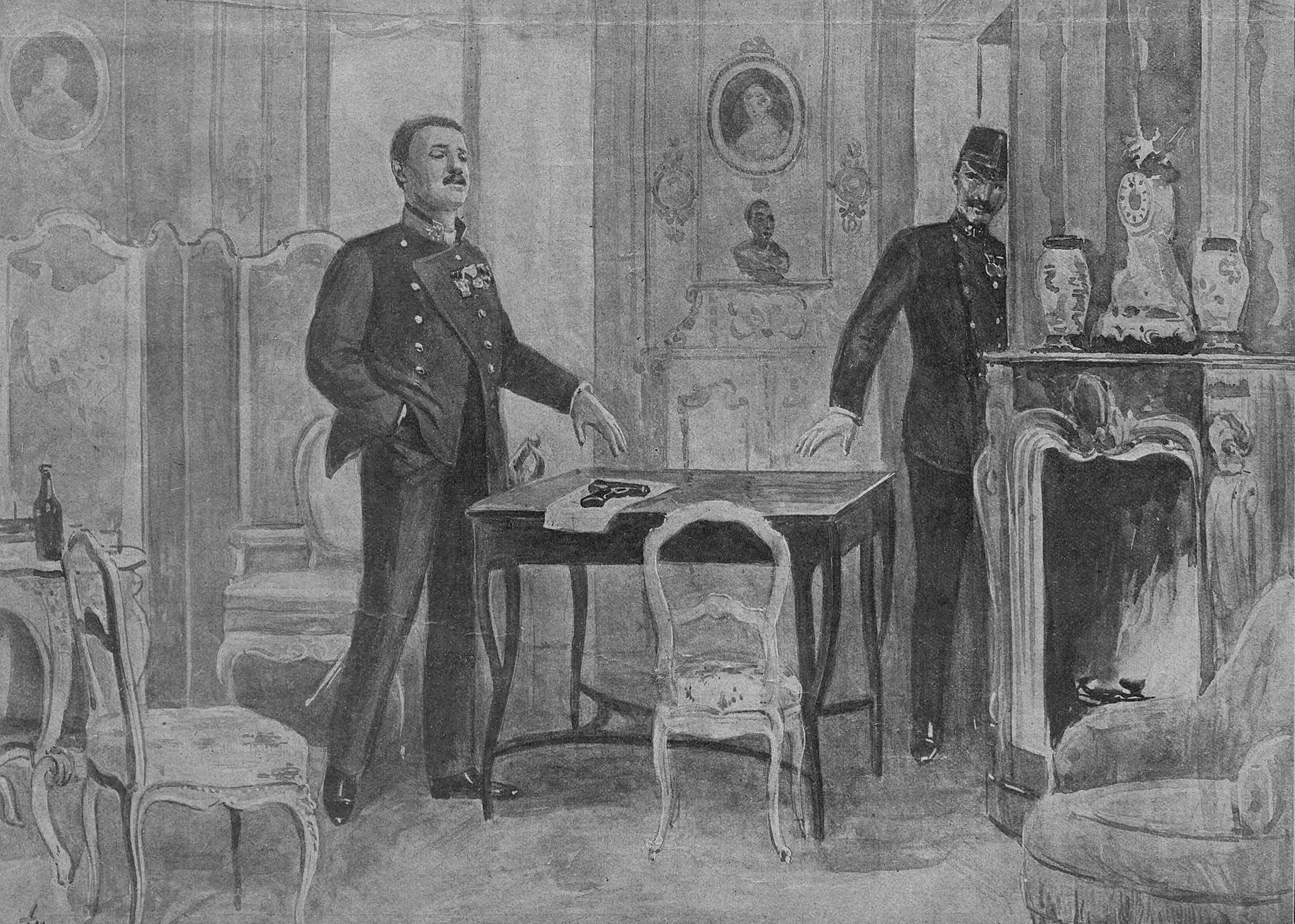
Analogiczna ilustracja w krakowskim tygodniu „Nowości Illustrowane”

Austriacki kontrwywiad od dłuższego czasu próbował namierzyć groźnego zdrajcę. Austriackim szpiegom pracującym w Warszawie udało się zdobyć fotografie kopii planów twierdzy przemyskiej, w celu podjęcia próby rozpoznania zdrajców po charakterze pisma, oraz pseudonim szpiega – Opernball-13. Jednakże pozostawał on nieuchwytny. W tym samym czasie wprowadzono na austriackich pocztach obowiązek przeglądania prywatnej korespondencji przez specjalnie wyszkolonych agentów. Pomysłodawcą tych praktyk był Maximilian Ronge, szkolony wcześniej przez samego Redla. W marcu 1913 do urzędu pocztowego w Wiedniu nadeszły na poste restante dwa listy, w których znaleziono wyłącznie pieniądze oraz hasło "Opernball-13". Przez długi czas nikt nie zgłaszał się po listy, aż wieczorem 24 maja 1913 listy zostały odebrane, lecz odbiorca uciekł przed agentami czekającą na niego taksówką, której numer jeden z agentów zdążył zapisać. Na postoju taksówek agenci dowiedzieli się, że uciekinier dotarł do kawiarni "Kaiserhof" i przy okazji zgubił w samochodzie pochewkę do scyzoryka wykonaną z jasnopopielatego sukna. W kawiarni odbiorcy listów już nie zastano, lecz agenci zdobyli kolejną informację, że osoba o podanym rysopisie zamówiła taksówkę do hotelu "Klomser". W hotelu agenci uzyskali informację, że w ciągu ostatnich godzin nie przyjęto żadnych nowych gości, lecz od rana przebywa w nim pułkownik Redl, który przybył z Pragi, skąd został wydelegowany dla penetracji i likwidacji ruchów wolnościowych. Futeralik na scyzoryk został przekazany portierowi z prośbą, by pytał wychodzących z hotelu o rozpoznanie zguby, a sami agenci z ukrycia obserwowali portiernię. Wychodzący Alfred Redl rozpoznał i odebrał swą zgubę, potwierdzając, że to on jest agentem o pseudonimie Opernball-13. Tej samej nocy zwołana została w trybie natychmiastowym komisja złożona z wyższych oficerów, na której postanowiono, że Alfred Redl, do niedawna przewidywany na stanowisko ministra wojny, musi umrzeć tej nocy. Prawdopodobnie sam cesarz po odebraniu informacji o zdemaskowaniu szpiega powiedział: Załatwić tak, by nikt się nie dowiedział. Sam Redl, który już wiedział, że został zdemaskowany – załamał się. Próbował pozbyć się kompromitujących go listów i dokumentów, lecz ich szczątki zostały natychmiast znalezione i dostarczone do sztabu generalnego, gdzie grafolodzy zidentyfikowali jego pismo. Oficerowie, którzy zostali wysłani w celu „pozbycia się” szpiega, zastali go w hotelu piszącego listy pożegnalne. Przedstawili mu dowody zdrady, nakłonili go do podpisania rezygnacji z szarży wojskowej i wystąpienia z armii. Na koniec pozostawili mu w pokoju hotelowym pistolet, którym 25 maja 1913 o godzinie drugiej nad ranem popełnił samobójstwo.
Jego pogrzeb odbył się w Wiedniu bez asysty duchowieństwa i honorów wojskowych przysługujących wyższemu oficerowi.

## Komentarze
W prasie wiedeńskiej w 1913 podawano informację, jakoby Redl był Polakiem. Nie było to zgodne z prawdą, gdyż on sam przyznawał się do narodowości austriackiej (wówczas określanej też jako niemiecka) i lata wcześniej stwierdził, że znalazł się we Lwowie wśród Polaków przypadkiem wskutek przeniesienia do służby w Galicji. Tym niemniej władał on językiem polskim. Narodowość Redla potwierdził w 1913 jednoznacznie prof. Marian Signio, prowadzący naukę gry na fortepianie w domu Redlów w 1870, który dodał, że nie używano tam wcale języka polskiego.
W informacji urzędowej podano, że płk Redl zmarł w wyniku nieostrożnego obchodzenia się z bronią palną. Początkowo sztab austriacki pod kierunkiem Franza Conrada von Hötzendorfa próbował ukryć przed opinią publiczną kompromitującą monarchię aferę szpiegowską pułkownika Redla. Zapobiegł temu Egon Erwin Kisch, publikując już 28 maja 1913 na łamach praskiego dziennika „Bohemia” krótką notatkę o samobójstwie Redla, rzekomo dementując w niej krążące pogłoski o przyczynach śmierci pułkownika, a w rzeczywistości zwracając uwagę opinii publicznej na całą sprawę.
Po samobójczej śmierci Redla, jego sprawa przez długi czas nie schodziła z czołówek gazet w całej Europie. "Afera Redla" wywołała wiele dyskusji na temat bezpieczeństwa Cesarstwa oraz doprowadziła do wielu aresztowań w szeregach armii austro-węgierskiej. Jedna z politycznych gazet węgierskich napisała "Afera Redla nie może być postrzegana jako prywatna inicjatywa. Redl nie był jednostką, lecz systemem. Wszędzie żołnierze są uczeni miłości do swej ojczyzny, lecz brak patriotyzmu jest postrzegany za najlepszą militarną zaletę w tej niefortunnej monarchii. U nas celem wojskowej edukacji jest pozbycie się z żołnierzy wszelkich narodowych uczuć... To wszystko zemściło się w aferze Redla. Austriaccy i węgierscy żołnierze nie posiadają ojczyzny – mają tylko władcę wojennego".
Wielu historyków zajmujących się imperium habsburskim, jak również historią szpiegostwa, np. Allen Dulles z CIA i rosyjski generał Michaił Milstein zgadzają się z określaniem Redla jako wielkiego zdrajcy. Zdrada Redla prawdopodobnie przyczyniła się do początkowych klęsk armii austro-węgierskiej w trakcie I wojny światowej, gdyż dowództwo nie miało czasu na pełną zmianę wykradzionych wcześniej planów wojskowych (zmiany ograniczały się głównie do kilkudniowych opóźnień wymarszów poszczególnych oddziałów). W latach późniejszych pojawiły się pogłoski, że mógł szpiegować również dla Francji i Włoch, lecz te doniesienia nigdy nie zostały udowodnione.

## Ordery i odznaczenia
W czasie służby w c. i k. Armii otrzymał:
- Order Korony Żelaznej 3 klasy
- Krzyż Zasługi Wojskowej
- Brązowy Medal Zasługi Wojskowej na czerwonej wstążce
- Krzyż za 25-letnią służbę wojskową dla oficerów
- Brązowy Medal Jubileuszowy Pamiątkowy dla Sił Zbrojnych i Żandarmerii
- Krzyż Jubileuszowy Wojskowy[9].

## W fikcji
- Klaus Maria Brandauer zagrał Redla w filmie Pułkownik Redl (1985) wyreżyserowanym przez Istvána Szabó.
- Sztuka teatralna napisana przez Johna Osborne pt. "A Patriot For Me" jest oparta na historii Redla.